# Temple protestant (Autun)

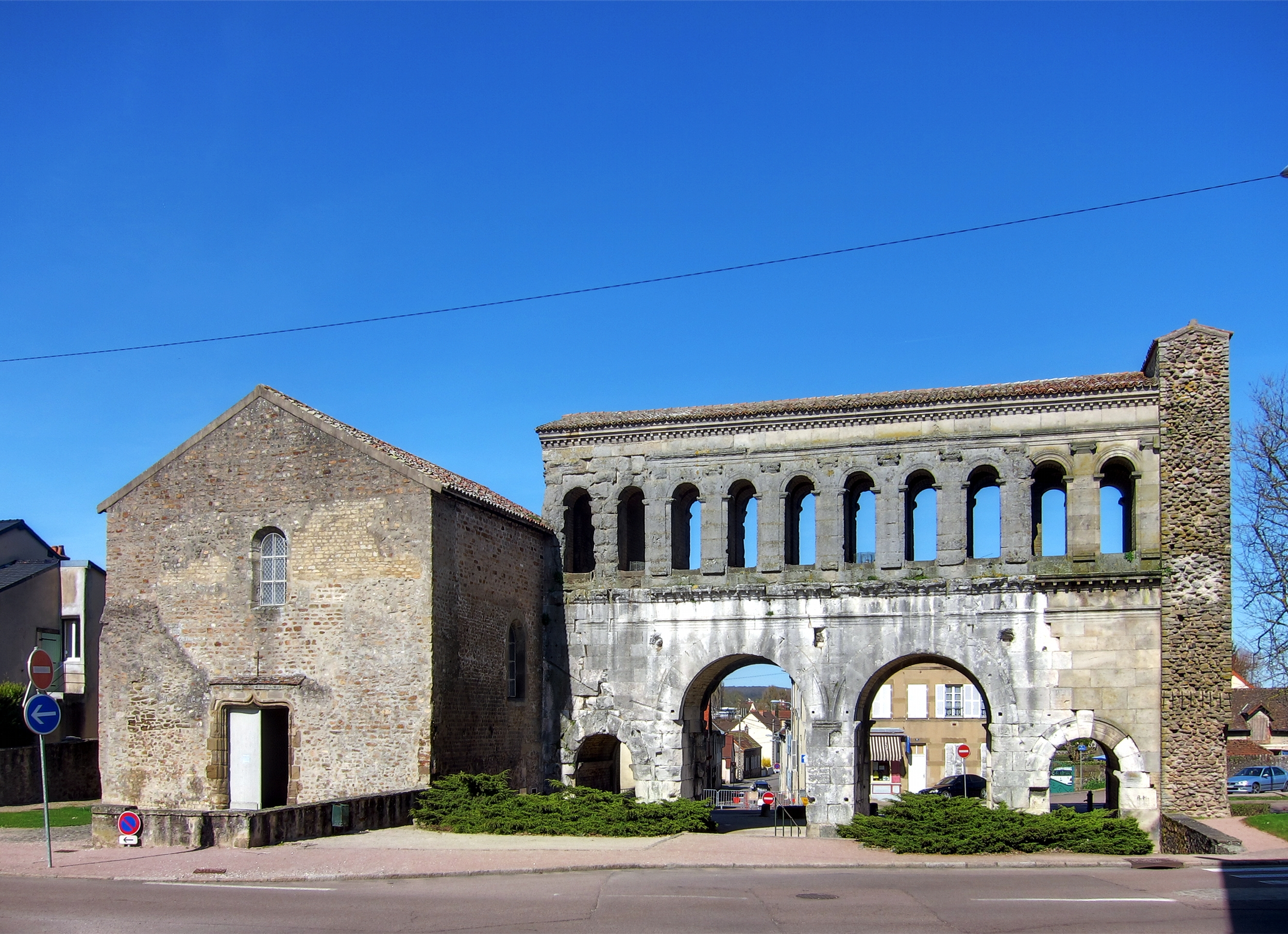
Temple Protestant und Stadttor

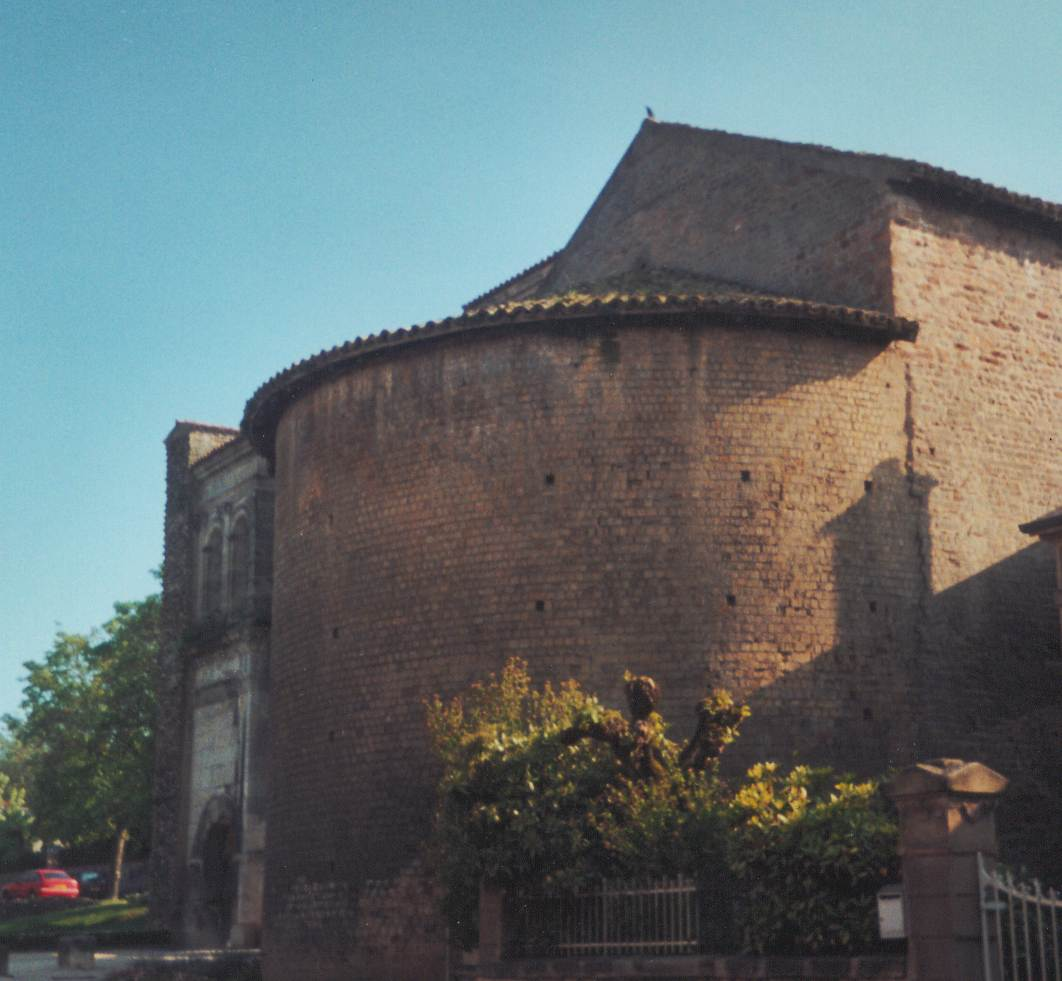
Blick zur Apsis der Kirche

Der Temple protestant (deutsch: Evangelische Kirche) ist ein Kirchengebäude der Vereinigten Protestantischen Kirche Frankreichs in Autun im Département Saône-et-Loire in Burgund. Das Kirchengebäude befindet sich in einem umgebauten Teil des früheren römischen Stadttores Porte Saint-André und ist seit 1846 mit dem Tor als Monument historique klassifiziert.

## Geschichte
Eine dem Apostel Andreas (St-André) gewidmete Kirche ist im nördlichen Flankenturm des Stadttores seit dem Jahr 1250 nachgewiesen. Zur Kirche gehörte auch ein Friedhof. Später wurden Teile des Tores in die Kirche einbezogen und Nebengebäude errichtet. Nach der Französischen Revolution wurde die Kirche profaniert und als Wohnung und Lager genutzt. 1844 kaufte der französische Staat Kirche und Tor auf und veranlasste unter der Leitung von Eugène Viollet-le-Duc zwischen 1847 und 1849 die Wiederherstellung des Bauwerkes.
Nach der Vertreibung der Protestanten Autuns 1683 aus der Stadt gab es dort im Jahr 1905 wieder evangelische Gottesdienste, die zunächst auf ein eigenes Kirchengebäude verzichten mussten. Nach langen Bemühungen konnte die Reformierte Kirchengemeinde, die in den 1960er Jahren u. a. mit Spendenmitteln der reformierten Gemeinde aus Zürich durchgeführt wurden, die frühere Kirche St-André renovieren und am 24. April 1966 als Temple Protestant in Gebrauch nehmen. Das Gotteshaus ist ein schlichter, annähernd geosteter Saalbau mit Halbkreisapsis. In der Westfassade befindet sich ein gotisches Portal.